# Tessère de Tyche
Tyche Tessera
Pour les articles homonymes, voir Tyche.
La tessère de Tyche (désignation internationale : Tyche Tessera) est un terrain polygonal situé sur Vénus dans le quadrangle de Kaiwan Fluctus. Il a été nommé en référence à Tyché, déesse grecque du destin.